# 풍게나무
풍게나무는 삼과의 낙엽교목이다. 학명은 Celtis jessoensis이며, 한국과 일본이 원산지다. 평안북도를 제외한 한국 각처의 산기슭, 골짜기에 서식한다.

## 생태
높이는 10m이다. 잎은 어긋나고 타원형, 긴 타원형, 길이 5-10cm, 폭 5cm, 끝은 길게 뾰족하고, 윗부분에 예리한 톱니가 있으며, 표면은 진한 녹색이다. 꽃은 잡성화로 암수한그루이다. 수꽃은 기산꽃차례로 꽃덮이 4장이 옆으로 퍼지고, 수술 4개가 꽃덮이와 마주난다. 암꽃은 잎겨드랑이에 달리고, 꽃자루는 길며, 작은 수술이 4개, 암술은 1개, 암술대는 길게 2갈래로 갈라진다. 열매는 핵과, 둥근 모양이며, 검은색으로 익는다. 개화기는 5월, 결실기는 9-10월이다.
열매가 흑색으로 익고 잎 가장자리 전체에 뾰족한 톱니가 있는 점이 팽나무와 다르다. 엽질도 더 얇다. 또한 측맥이 3~4쌍이며 자방에 털이 없어 폭나무와도 쉽게 구별할 수 있다.
신탄재·기구재·조림수로 쓰이며 열매는 식용한다.